# 이코마 지카카타
이코마 지카카타(일본어: 生駒親賢, 1715년 ~ 1786년)는 일본 에도 시대의 하타모토로, 야시마 이코마 가문의 6대 영주이다. 관직은 슈젠겐(主膳監)이다.
호레키 3년(1753년), 선대 영주 이코마 지카나오가 사망하자 그 뒤를 이었다. 메이와 8년(1771년)에 은거하였고, 이코마 지카토시가 가문을 계승하였다. 덴메이 6년(1786년)에 사망하였다.